# Oronce Finé
Oronce Finé (francès: Oronce Fine)  (Briançon, 20 de desembre de 1494 - París, 8 d'agost de 1555), en llatí també Orontius Finaeus Delphinatus, Orontius Finnaeus o fins i tot Finaeus, fou un cèlebre matemàtic i cartògraf d'origen francès. Fill (François Fine) i net (Michel Fine) de famosos metges medievals, es va educar a París, al (Collège de Navarre) i va obtenir la llicenciatura de medicina el 1522. Des de 1515 va col·laborar amb diferents impressors parisencs en la reedició de llibres científics, ajudant-los en la impressió de la nomenclatura, de la notació i dels gravats explicatius. Potser gràcies a aquesta activitat, va entrar en contacte amb els cercles humanístics que rodejaven Francesc I. L'any 1531 va ser elegit per al càrrec de director del Collège Royal (avui dia Collège de France), fundat per Francesc I, lloc on es va dedicar a ensenyar matemàtiques i astronomia fins als seus últims dies de vida.
En l'actualitat el seu nom apareix en la denominació d'un cràter de la lluna.

## Obra

### Arquitectura
L'afirmació de que era un expert en el disseny de fortificacions i va tenir diverses contribucions a la ciutat de Milà, és de dubtosa autenticitat, ja que només procedeix d'una inscripció apòcrifa al peu d'un retrat del personatge sense data ni signatura.

### Matemàtica

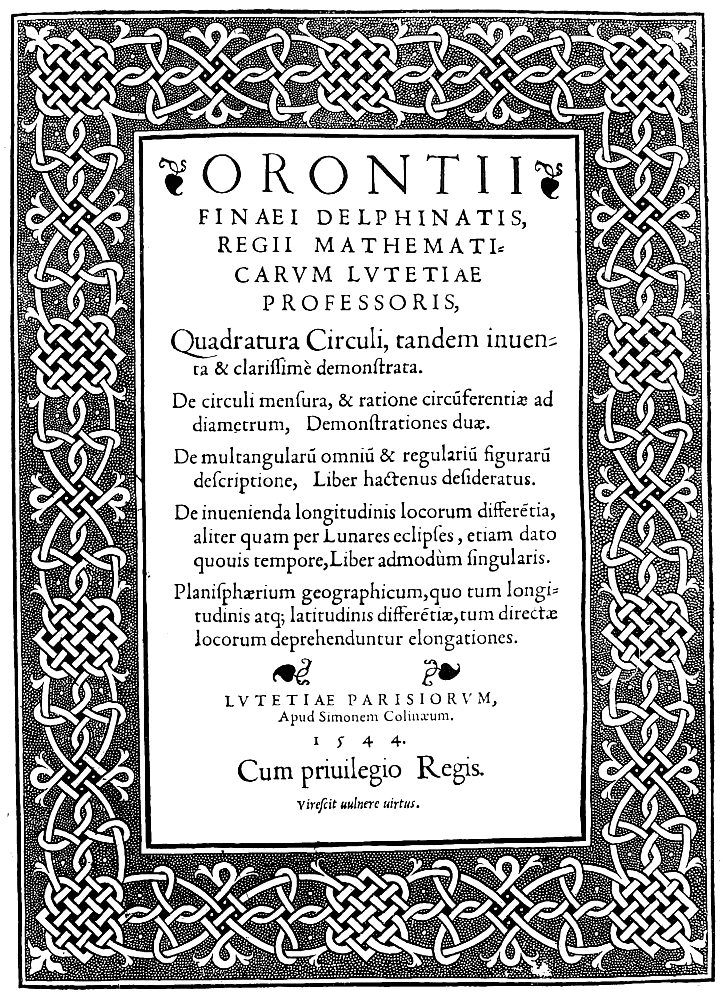
Quadratura circuli, 1544

L'obra més voluminosa de Finé va ser la Protomathesis (1532), es tracta d'un llibre de text compost de quatre parts; es pot esmentar que aquesta obra apareix com un conjunt de treballs sobre diversos aspectes relacionats amb les matemàtiques de l'època com ara l'aritmètica i la geometria, però conté a més (en el tercer i quart volum) aspectes pràctics detallats en astronomia i gnomònica. La publicació d'aquest llibre i les reedicions de les seves parts per separat, va ser un factor fonamental en la difusió de l'estil d'impressió parisenc de les obres científiques (que contenen moltes fórmules matemàtiques).
També va publicar el 1536 uns influents comentaris sobre els Elements d'Euclides redactats de forma detallada i didàctica per a facilitar la comprensió dels principis i proposicions del llibre, així com el text en grec dels enunciats.
En les seves obres matemàtiques empra diferents aproximacions racionals per al nombre π en els seus càlculs geomètrics, per exemple utilitza aquesta aproximació fraccionària: {\displaystyle {\frac {22{\frac {2}{9}}}{7}}} el 1544. Posteriorment fa servir {\displaystyle {\frac {47}{15}}} i finalment en el seu De rebus mathematicis (1556) fa servir una millor aproximació: {\displaystyle 3{\frac {11}{78}}}.
Totes elles aproximacions bastant inexactes, motiu pel qual va ser molt malament considerat fins a arribar a considerar-lo un matemàtic incompetent, com van fer Henry Savile i John Wallis, i fortament criticat pel seus contemporanis Pedro Nunes i Johannes Buteo, que van publicar llibres exposant els errors continguts en els seus tractats.

### Astronomia
Finé es pot dir que es va dedicar per igual a escriure en astronomia que a dissenyar instruments astronòmics. Entre els textos editats al començament de la seva carrera hi ha el llibre de Georg von Peuerbach anomenat Theoricae Novae Planetarum en el que presenta la teoria d'epicicles que explica el moviment planetari segons la teoria exposada per Ptolemeu i Sacrobosco.
El primer llibre de Fine es va publicar el 1526 i tractava sobre la descripció d'un instrument anomenat equatorium, es tracta d'un artefacte inventat probablement per Azarquiel i sobre el que va estar molt interessat la resta de la seva vida escrivint textos sobre el seu ús. L'equatorium s'empra en la determinació de la posició dels planetes.
El 1542 publica una de les seves obres més divulgades: De Sphaera Mundi, en llatí, i que el 1549 tornarà a editat en francès: L’esphere du monde. Es tracta d'un llibre de text popular en el qual dona nocions d'astronomia, en aquest llibre cal destacar la bellesa de les il·lustracions que va elaborar el mateix Finé.
En el terreny de la gnomònica és sovint conegut per haver plagiat a altres autors, Clavius descriu amb inusitada força alguns dels seus errors d'interpretació, anomenant-los "Error Orontius".

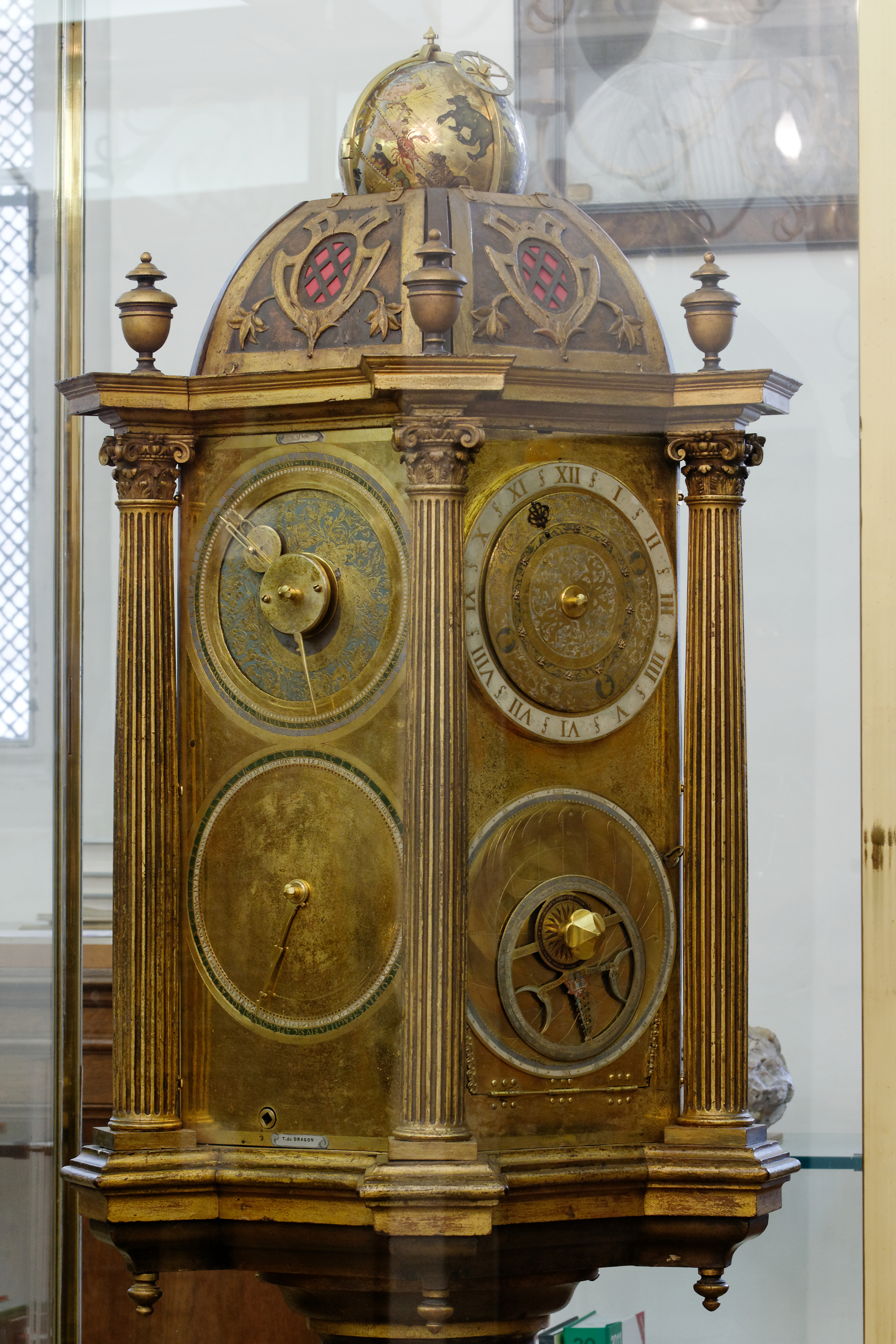
El rellotge astronòmic de la Biblioteca Sainte Geneviève.

Va ser constructor d'instruments astronòmics i de mesura, com rellotges de sol, un d'ells fet amb banús el 1524 encara existeix, o com rellotges mecànics i astronòmics. El rellotge astronòmic que es conserva a la Biblioteca Sainte Geneviève se li ha atribuït tradicionalment a ell, però potser només va fer una sèrie de millores el 1553 sobre un instrument construït entre finals del segle XV i començaments del XVI. En qualsevol cas, es tracta del rellotge astronòmic més antic que es conserva.

### Cartografia

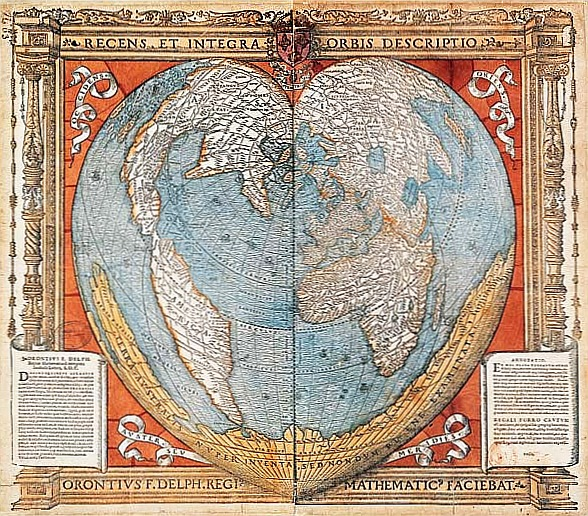
Mappamundi, 1531

Sobre el problema de determinació de la longitud d'un lloc, Finé va poder suggerir que s'observessin les ascensions dretes de lluna per poder determinar-la i, per a tal propòsit, va descriure un instrument que va denominar com Méthéoroscope (1543), que es pot dir que estava compost d'un astrolabi modificat afegint-hi una brúixola.
Per a dibuixar el seu mapamundi, va emprar la projecció cartogràfica cordiforme (en forma de cor), inventada per Johannes Werner i Johannes Stabius, i emprada sovint per altres cartògrafs com Petrus Apianus i Gerardus Mercator. Finé va intentar reconciliar els descobriments del Nou Món amb les velles creences medievals i les teories de Ptolemeu.
Va dissenyar dos mapes terrestres i va publicar un mapa de França (1525).